# Leon Sever
Leon Sever, slovenski nogometaš, * 9. april 1998, Bruselj, Belgija.
Sever je profesionalni nogometaš, ki igra na položaju vezista. Od leta 2024 je član izraelskega kluba Hapoel Nof HaGalil. Ped tem je igral za slovenske klube Koper, Tabor Sežana, Bravo, Radomlje in Jadran Dekani ter turško Maniso. Skupno je v prvi slovenski ligi odigral 109 tekem in dosegel osem golov. Bil je tudi član slovenske reprezentance do 18 in 21 let.